# Лана и Алдо
Лана и Алдо је српска поп група.

## Каријера
Групу је основала Лана Токовић 1983. године.
Заузимала је високо место у музичким круговима посебно након два солистичка концерта у Дому Синдиката и промоције у хотелу „Хајат” која је објавлјена на VHS издању ПГП РТС-а, 1997. године.
Године 2000, престаје са радом, након чега се поново окупља у новом саставу, 2013. године. Од чланова претходне поставе остала је само оснивачица групе Лана Токовић. У наредним годинама група је ангажована на многобројним фестивалима, концертима и пројектима, што је на крају крунисано новим музичким албумом „Између времена”, 2016. године, у издању ПГП РТС.

## Албуми
Група Лана и Алдо је објавила седам албума за водећу државну дискографску кућу, који су били објављени на 13 различитих носача звука (LP, VHS, MC, CD).
- „Црни албум”, 1994.
- „Бели албум”, 1996.
- Компилација „Лана и Алдо”, 1996.
- „Violet music”, 1997.
- „Lana with friends”, 1997.
- „Врући универзум”, 1998.
- „Клавир и ја”, 1999.

## Чланови
Лана Токовић је рођена у Београду 29. новембра 1966. године. Групу Лана и Алдо је основала 1983. године и била је главни вокал групе. Током своје каријере, писала је и музику за анимиране филмове и рекламне спотове. У музичким круговима и код музичких критичара, Лана заузима значајно место, како због свог опуса који обухвата преко 400 композиција, тако и због тога што представља изванредног вокалног солисту и композитора. Осим тога, снимила је и неколико десетина шоу програма, документарних филмова, те је учествовала на преко 300 хуманитарних концерата. За војно ваздухопловство Југолавије је написала песму „Нек полете сви пилоти“. Изненада је преминула 14. маја 2023. после пада у кому.
Константина Пантелић Тина свира клавијатуре у групи Лана и Алдо.
Патрициа Јашовић свира тимпане у групи Лана и Алдо. Заједно са Ланом Токовић је написала песму "Доста је било" коју пева Зорана Павић.
Небојша Марић Марони свира гитару у групи Лана и Алдо. Рођен је 21. маја 1960. године. Од 1977. године је активан музичар, гитариста и вокални солиста. Био је фронтмен бенда Какаду.
Дејан Пандуровић Паџ је трубач групе Лана и Алдо. Са Ланом Токовић радио је аранжман за песму Зоране Павић "Доста је било".
Петар Божовић је виолиниста групе Лана и Алдо и балетски плесач.

## Фестивали
Пјесма Медитерана, Будва:
- „У твојим очима видим све”, '94

МЕСАМ:
- „Сада сам ту”, '95

Београдско пролеће:
- „Корак до неба”, '97

Радијски фестивал, Србија:
- „Као сан”, 2006.

Беовизија:
- „Јача од свих”, 2018.[4]
- „Погледај у небо”, 2019.